# Grécia nos Jogos Olímpicos de Inverno de 1964
A Grécia competiu nos Jogos Olímpicos de Inverno de 1964, em Innsbruck, na Áustria.